# Bund/Länder-Arbeitsgemeinschaft Wasser
Bund/Länder-Arbeitsgemeinschaft Wasser (LAWA) – grupa robocza ministerstw krajów związkowych Niemiec odpowiednich do spraw gospodarki wodnej i federalnego Ministerstwa Środowiska, Ochrony Przyrody i Bezpieczeństwa Reaktorów Atomowych.
W grupie prowadzone są dyskusje dotyczące zagadnień wodnych na poziomie federalnym i ponadnarodowym. Ich celem jest standaryzowanie prawnych rozwiązań gospodarki wodnej, których szczegóły leżą w kompetencjach władz krajów związkowych. Ujednolicenie podejść stosowanych we wszystkich krajach związkowych jest związane m.in. ze koniecznością funkcjonowania Niemiec jako pojedynczego kraju członkowskiego Unii Europejskiej. Związane jest z wdrażaniem ramowej dyrektywy wodnej.
W ramach grupy funkcjonują mniejsze grupy robocze, w których zainteresowaniu są następujące zagadnienia: prawo wodne, hydrologia, ochrona wód śródlądowych i morskich, ekologia, ochrona przeciwpowodziowa, ochrona brzegów morskich, wody podziemne, zaopatrzenie w wodę, gospodarka ściekowa komunalnymi i przemysłowymi, zanieczyszczenia wody.
Grupę powołano w 1956 roku. Prezydencja trwa dwa lata i jest sprawowana przez kraje związkowe, zmieniając się w kolejności alfabetycznej.
Nazwa grupy nie ma utrwalonego polskiego tłumaczenia. W dokumentach pojawiają się nazwy „Gremium Robocze Federacji/Krajów Związkowych ds. Wody”, „Federalna/krajowa grupa robocza Woda”, „Krajowa Grupa Robocza ds. Wody”.